# 招远站
招远站位于中华人民共和国山东省烟台市招远市辛庄镇北截社区和北朱家村之间，是津潍烟高速铁路潍烟段上的一座车站，2024年10月21日随潍烟高铁开通开办客运业务，车站规模为2台4线。

## 车站周边
- 山东捷林环保科技有限公司二厂
- 山东一路交通科技有限公司
- 北截社区
- 北朱家村、白石夼村

### 公交接驳
高铁301路、招远滨海、招远高铁专线1路